# Атиша Дипанкара Шриджняна
Атиша Дипанкара Шриджняна, наричан в Тибет Джово Атиша, е будистки учител от империята Пала, който наред с Кончог Гялпо и Марпа Лоцава, е ключова фигура от повторното разпространение на ученията на Буда в Тибет и основател на школата Кадам. Тази втора вълна е известна с понятието Сарма или „Новите Преводи“ за разлика от „Старите Преводи“ или Нингма, голямата част от чиято традиция, най-вече манастирите ѝ е унищожена по времето на крал Лангдарма.

## Биография
Роден е около 980 година в региона Бикрампур, Бенгал, в аристократично семейство. Детското му име е Чандрагарбха. От дете той проявява огромен интерес към будистките учения и според традицията има 100 учители, сред които Шантипа, Джняна Шримати и махапандита Наропа от университета Наланда. На 21 години става монах и приема името Дипанкара Шриджняна, а до 30-годишен изучава Трипитака и всички будистки философски школи.
През 1011 г. Атиша със 100 свои ученици се отправя за Суматра, за да се учат при Серлингпа, принц и високо реализиран учител. При него в течение на дванадесет години те изучават Бодхичита или просветлената мотивация на Бодхисатвите. След това те се завръщат в Магадха и получават всеобщо признание от всички будистки учени. След неколкократни покани през 1024 г. той заминава в Тибет.
Името на Атиша се свързва с възраждането на Будизма в Тибет около век и половина след разрушителното дело на крал Лангдарма. Дошъл в Тибет по покана на кралската фамилия Нари той е възхитен от богатата библиотека на манастира Самье. Години наред той превежда и систематизира многобройните ценни ръкописи – както намерени там, така и донесени от него самия. Главен ученик и приемник на Атиша е Дромтонпа, който формира традицията наречена Кадампа. Нейна основа е учението за Бодхичита и практиката на ума или Лоджонг. Впоследствие ученията на школата Кадам се вливат в Кагю и другите линии и тя не достига до наше време като отделна линия, но четиристотин години след Атиша Кадам служи като основа и вдъхновение за Дзонкапа за създаването на най-голямата тибетска школа Гелуг.
След 30 години активност в Тибет Атиша умира през 1054 година в района на Лхаса в село Летхан, където днес има мемориална Ступа.